# Khao Yai
Národní park Khao Yai je nejstarší národní park v Thajsku – byl založen v roce 1962. Leží cca 200 km od Bangkoku. Pro turisty je nejlépe přístupným parkem, leží v nadmořské výšce 800 m n. m. Džunglí tu vedou turistické stezky, které zájemce zavedou k řadě zdejších nádherných vodopádů.
Od 14. července 2005 je zařazen spolu s dalšími chráněnými území na seznamu světového přírodního dědictví UNESCO pod společnou položkou „Lesní komplex Dong Phayayen–Khao Yai“.